# غاو ميري (دجغان)
غاو میري (بالفارسية: گاومیری) هي قرية تقع في إيران في قسم دجغان الريفي. يقدر عدد سكانها بـ 639 نسمة .